# 알렉산드루 파파도폴

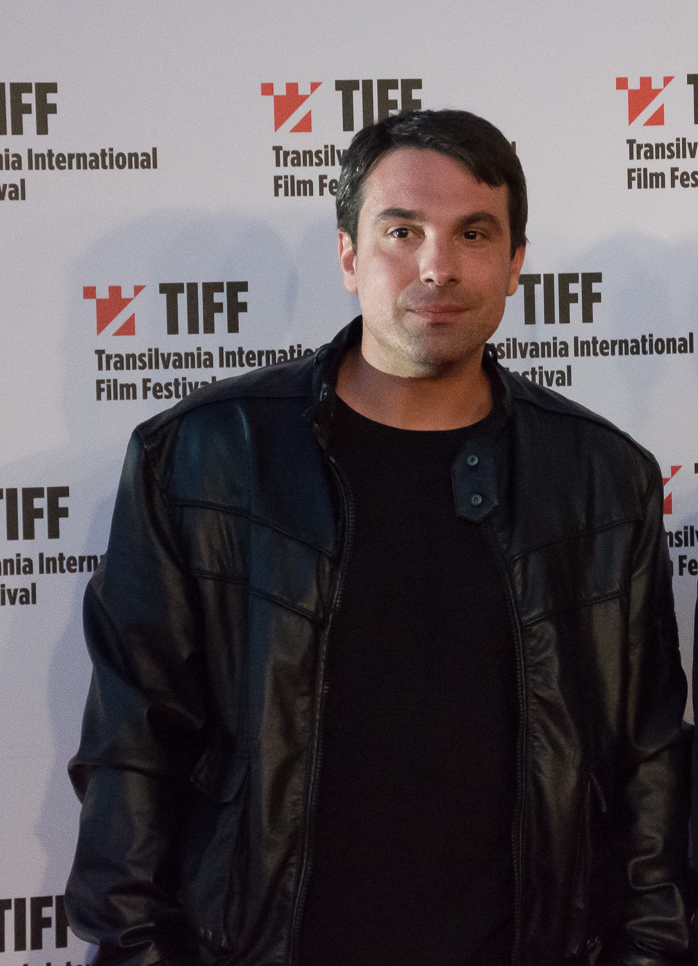

알렉산드루 파파도폴(Alexandru Papadopol, 1975년 4월 5일 ~ )은 루마니아의 배우이다.
름니쿠블체아에서 태어났다.

## 영화
- 어레스트 (2019년)
- 투 로터리 티켓 (2016년)
- 토니 에드만 (2016년) - 다스칼루 역
- 다시 집으로 (2015년) - 로버트 역
- 러브 빌딩 (2013년)
- 부카레스트에 땅거미가 지면 (2013년)
- 황금시대 이야기 (2009년)
- 내겐 너무 멋진 서쪽 나라 (2002년)
- 길 위의 비즈니스 (2001년)